# Настъпление в Хомс (2024)
Настъплението в Хомс е на сирийските бунтовнически сили срещу град Хомс като част от офанзивата в Северозападна Сирия по време на гражданската война.

## Ход на събитията
След падането на Хама на 5 декември 2024 г. опозиционните сили се установяват на около 40 километра от град Хомс. Съобщава се, че правителствените войски са се оттеглили от Ал-Растан, а град Талбисе също е паднал от правителствен контрол в резултат на офанзивата на опозицията. Силите на опозицията нанасят удари с дронове по 27-а дивизия на Сирийската арабска армия близо до село Тир Мала.
Местни въоръжени групи превземат инженерен батальон на Сирийската арабска армия в покрайнините на Растан. Те изземат военна техника и боеприпаси. Руската авиация нанася около десет удара по северните покрайнини на Растан и районите около главния мост, свързващ Хама с Хомс. Сирийската арабска армия също така нанася артилерийски и ракетни удари срещу позиции на бунтовниците в Талбис за първи път от няколко години. Правителствените сили поставят бариери по магистралата Хомс – Хама, водеща до Талбисе, за да изолират Растан и Талбисе от град Хомс. Значителен конвой на Сирийската арабска армия от повече от 200 превозни средства с оръжия и боеприпаси е пренасочен към град Хомс, за да укрепи позициите в района на Ал-Ваер.
На 6 декември 2024 г. опозиционните сили превземат Ал-Растан и Талбисе и се приближават до покрайнините на Хомс.
Според източници както сред бунтовниците, така и в сирийската армия опозиционните сили са в Хомс. Вечерта на 7 декември бягството на правителствените войски от града е заснето.
В ранната сутрин на 8 декември 2024 г. сирийските бунтовници обявяват, че са превзели напълно град Хомс, като на практика отрязват провинциите Латакия и Тартус от столицата на страната.